# Яковенко, Мария Ивановна
Мари́я Ива́новна Якове́нко (род. 6 января 1982, Краснодар) — российская легкоатлетка, специалистка по метанию копья. Выступала за сборную России по лёгкой атлетике в 2000-х годах, победительница и призёрка первенств национального значения, участница летних Олимпийских игр в Пекине. Представляла Краснодарский край. Мастер спорта России международного класса.

## Биография
Мария Яковенко родилась 6 января 1982 года в Краснодаре.
Занималась лёгкой атлетикой под руководством тренеров Т. Н. Семенюты и А. В. Синицына.
Дебютировала на международном уровне в сезоне 2001 года, когда вошла в состав российской национальной сборной и выступила на юниорском европейском первенстве в Гроссето, где с результатом 45,30 метра стала одиннадцатой.
В 2003 году побывала на молодёжном европейском первенстве в Быдгоще, откуда привезла награду бронзового достоинства. Будучи студенткой, представляла страну на Универсиаде в Тэгу, где заняла в своей дисциплине седьмое место.
В 2004 году взяла бронзу на зимнем чемпионате России по длинным метаниям в Адлере.
В 2005 году вновь стала бронзовой призёркой на зимнем чемпионате России по длинным метаниям в Адлере и одержала победу на летнем чемпионате России в Туле. Попав в основной состав сборной, приняла участие в чемпионате мира в Хельсинки — метнула здесь копьё на 50,37 метра, не сумев преодолеть предварительный квалификационный этап.
В 2006 году выиграла серебряную медаль на зимнем чемпионате России по длинным метаниям в Адлере.
На чемпионате России 2007 года в Туле получила бронзу, тогда как на чемпионате мира в Осаке с результатом 57,51 метра в финал не вышла.
В 2008 году была третьей на зимнем чемпионате России по длинным метаниям в Адлере и на летнем чемпионате России в Казани. По итогам чемпионата удостоилась права защищать честь страны на Олимпийских играх в Пекине — показала здесь результат 51,67 метра, остановившись на предварительном квалификационном этапе.
В 2009 году стала третьей на зимнем чемпионате России по длинным метаниям в Адлере и четвёртой на летнем чемпионате России в Казани (позже в связи с дисквалификацией Марии Абакумовой переместилась в итоговых протоколах этих соревнований на вторую и третью позиции соответственно).
На чемпионате России 2010 года в Саранске стала серебряной призёркой.
19 февраля 2013 года на всероссийских соревнованиях в Адлере Мария Яковенко провалила допинг-тест РУСАДА — её проба показала наличие метаболита «оралтуринабол». В итоге антидопинговая комиссия Всероссийской федерации лёгкой атлетики дисквалифицировала спортсменку на два года.